# McDonnell Douglas
McDonnell Douglas là một công ty sản xuất hàng không vũ trụ lớn và là nhà thầu quốc phòng được thành lập bởi sự hợp nhất của McDonnell Aircraft và Douglas Aircraft Company vào năm 1967. Từ đó, sáp nhập với Boeing vào năm 1997, hãng sản xuất một số máy bay thương mại và quân sự nổi tiếng. chẳng hạn như máy bay DC-10 và máy bay chiến đấu F-15 Eagle.
Tập đoàn có trụ sở tại Sân bay quốc tế Lambert–St. Louis gần St. Louis, Missouri, trong khi trụ sở của công ty con của nó, Công ty Dịch vụ Kỹ thuật McDonnell Douglas (MDTSC), được lập tại Quận St. Louis, Missouri.
- Ngày thành lập: ngày 29 tháng 4 năm 1967.
- Ngày hợp nhất: ngày 1 tháng 8 năm 1997
- Địa chỉ: St. Louis, Missouri

## Quá trình hình thành

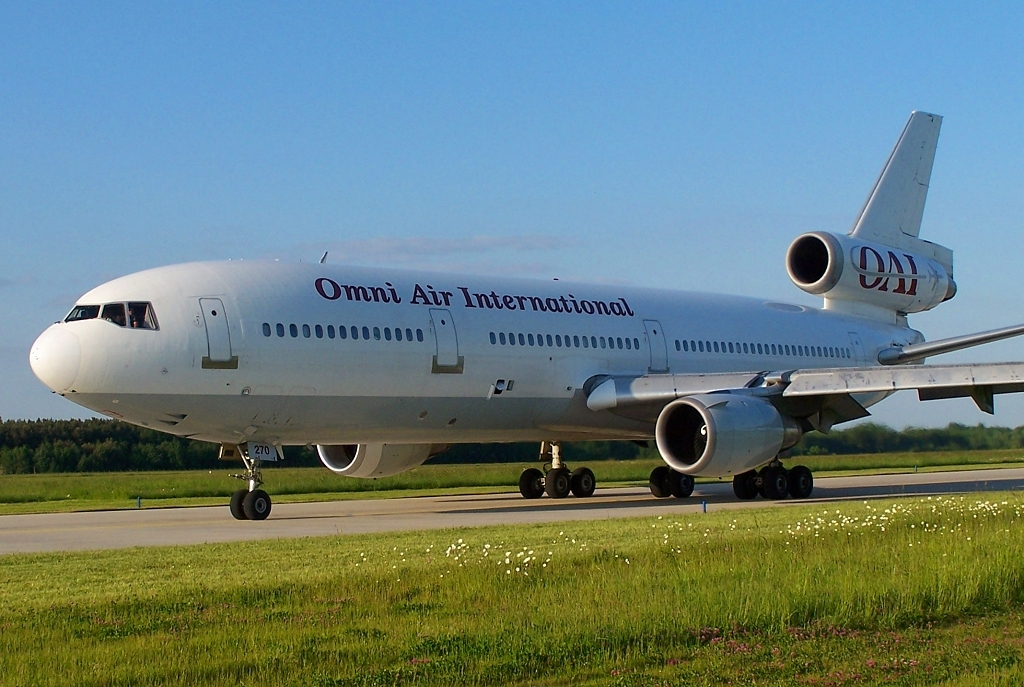
McDonnell Douglas DC-10

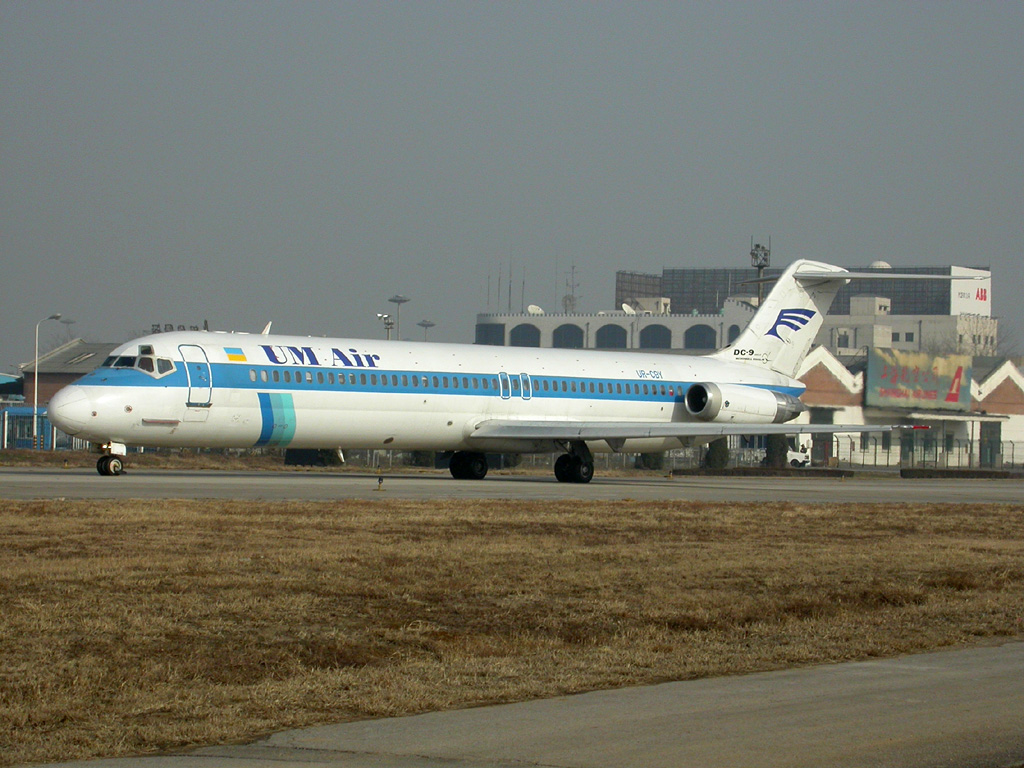
McDonnell Douglas DC-9

Công ty được thành lập bởi James Smith McDonnell và Donald Wills Douglas. Cả hai đều tốt nghiệp Viện công nghệ Massachusetts (MIT) và cùng làm việc cho hãng sản xuất máy bay Glenn L. Martin.  
Douglas là người đứng đầu kỹ sư ở công ty trước khi ông thôi việc để sáng lập ra công ty Davis-Douglas trong những năm 1920 ở Los Angeles. Ông đổi tên lại công ty thành công ty hàng không Douglas (Douglas Aircraft Company) vào năm 1921.
McDonnell thành lập J.S. McDonnell và cộng sự ở Milwaukee, Wisconsin năm 1928. Ông có ý nghĩ sản xuất một loại máy cá nhân cho gia đình sử dụng. Sự suy thoái kinh tế năm 1929 đã làm tiêu tan ý tưởng của ông và công ty đã phá sản. Ông đã đến làm việc cho công ty Glenn L. Martin. Ông rời khỏi Glenn L. Martin năm 1938 để xây dựng lại công ty cho mình, công ty hàng không McDonnell (McDonnell Aircraft Corporation), và có cơ sở vững chắc gần St. Louis, Missouri.
Chiến tranh đã đem lại những khoản lợi nhuận khổng lồ cho Douglas. Công ty đã sản xuất gần 30.000 máy bay từ năm 1942 đến 1945 và công nhân khoảng 160.000 người. Công ty đã sản xuất một số máy bay bao gồm cả C-47 (nền tảng cho DC-3), DB-7 (được biết đến với tên A-20, Havoc hoặc Boston), SBD Dauntless và A-26 Invader. Cả hai công ty cùng mất lợi nhuận do chiến sự kết thúc, chính quyền hạn chế số lượng máy bay. Lực lượng lao động đã trở thành gánh nặng cho các công ty, Douglas đã sa thải khoảng 100.000 người.
Douglas vẫn tiếp tục phát triển những máy bay mới, bao gồm máy bay bốn động cơ DC-6 (1946) và máy bay thương mại chủ lực DC-7 (1953). Công ty chuyển sang sản xuất máy bay phản lực với sản phẩm đầu tiên cho quân đội máy bay theo quy ước F3D skyknight năm 1948 và F4D Skyray năm 1951. Douglas cũng sản xuất máy bay thương mại động cơ phản lực, và Douglas DC-8 được sản xuất cùng lúc với mẫu Boeing 707 năm 1958. McDonnell cũng đang trên đà phát triển máy bay phản lực, mẫu đầu tiên được sản xuất thành công FH-1 Phantom đã đưa công ty trở thành nhà cung cấp chính cho hải quân với các sản phẩm F2H Banshee, F3H Demon và F-101 Voodoo. Chiến tranh Triều Tiên xảy ra đã thúc đẩy McDonnell trở thành một hãng cung cấp máy bay quân sự lớn, đặc biệt là với máy bay nổi tiếng F-4 Phantom II (1958).
Cả hai công ty cùng bắt tay vào việc kinh doanh tên lửa, Douglas sản xuất tên lửa không đối không trong kế hoạch Nike 1956 và bắt đầu là nhà thầu chính của chương trình Skybolt ALBM và chương trình tên lửa đạn đạo Thor. McDonnell làm một số tên lửa đặc biệt, bao gồm cả ADM-20 Quail, có tốc độ gấp 5 lần tốc độ âm thanh trong cuộc thử nghiệm. Douglas dành dược nhiều hợp đồng béo bở từ NASA, đặc biệt là tham gia vào dự án tên lửa Saturn V.

## Sự hợp nhất McDonnell-Douglas
Douglas cảm thấy mệt mỏi bởi giá thành của DC-8 và DC-9, và công ty bắt đầu tìm đến sự hợp nhất như một giải pháp. Quá trình hợp nhất bắt đầu vào năm 1963, Douglas đặt giá tháng 12-1966 và nhận được sự chấp nhận từ McDonnell. Lễ hợp nhất được trịnh trọng tuyên bố vào tháng 4-1967 và 2 công ty đã trở thành McDonnell Douglas Corporation (MDC). Năm 1967, vơi sự hợp nhất của McDonnell và Douglas, chủ tịch của McDonnell là Dave Lewis đã trở thành người đứng đầu Douglas Aircraft Division. Sau khi hợp nhất, Douglas Aircraft bị đánh giá làm ăn thua lỗ với sự thờ ơ của các hãng hàng không với DC-8 và DC-9. Lewis đã tích cực bán DC-10 trong sự cạnh tranh với Lockheed L-1011. 2 năm sau, Lewis đã đưa công ty trở lại đường đi và bắt đầu có lãi. Ông quay trở lại tổng hành dinh ở St. Louis nơi ông tiếp tục điều hành việc bán DC-10 và quản lý công ty tới năm 1981.

## Hợp Nhất từ sự liên kết
DC-10 được sản xuất năm 1968 với gói giao hàng đầu tiên năm 1971. Nwm 1977 Series DC-9 "Super 80" (tên sau này là  MD-80) được triển khai. Nó đã chứng minh đây là một chương trình rất thành công. Máy bay tiếp theo được sản xuất là MD-11, một bản cải tiến nâng cấp của DC-10. MD-11 mang dáng dấp của những máy bay hiện đại với 3 động cơ phản lực. Sau khi xuất xưởng năm 1986, MD-11 đã bán được 200 chiếc, nhưng nó đã bị đình chỉ sản xuất năm 2001 sau sự hợp nhất với Boeing và đã được khôi phục lại sản xuất với tên Boeing 777. Máy bay thương mại cuối cùng của McDonnell Douglas được sản xuất năm 1988. MD-90 là bản nâng cấp của MD-80, trang bị động cơ V2500 International Aero Engines.
FC-10 là máy bay vận tải thứ hai mà McDonnell Douglas được cung cấp cho không quân Hoa Kỳ năm 1976. Loại đầu tiên là McDonnell Douglas C-9. Tuy nhiên, việc cung cấp cả hai loại máy bay đã giảm dần sau khi chiến tranh lạnh kết thúc. Việc cung cấp đã kết thúc sau sự hợp nhất với Boeing năm 1997, Boeing đã thay thế bằng 2 chương trình Joint Strike Fighter Program và Advanced Tactical Fighter (máy bay chiến thuật cao cấp).
Trong suốt quá trình hoạt động, McDonnell Douglas đã sản xuất thành công rất nhiều loại máy bay quân sự, trong số đó có F-15 Eagle (1974) và F/A-18 Hornet (1975) với tên lửa Harpoon và Tomahawk. Với cuộc khủng hoảng dầu lửa những năm 1970 đã gây những biến động trong công nghiệp hàng không, McDonnell Douglas bắt buộc phải thay đổi đa dạng hóa các sản phẩm để đối phó với các cuộc khủng hoảng có thể xảy ra trong tương lai.

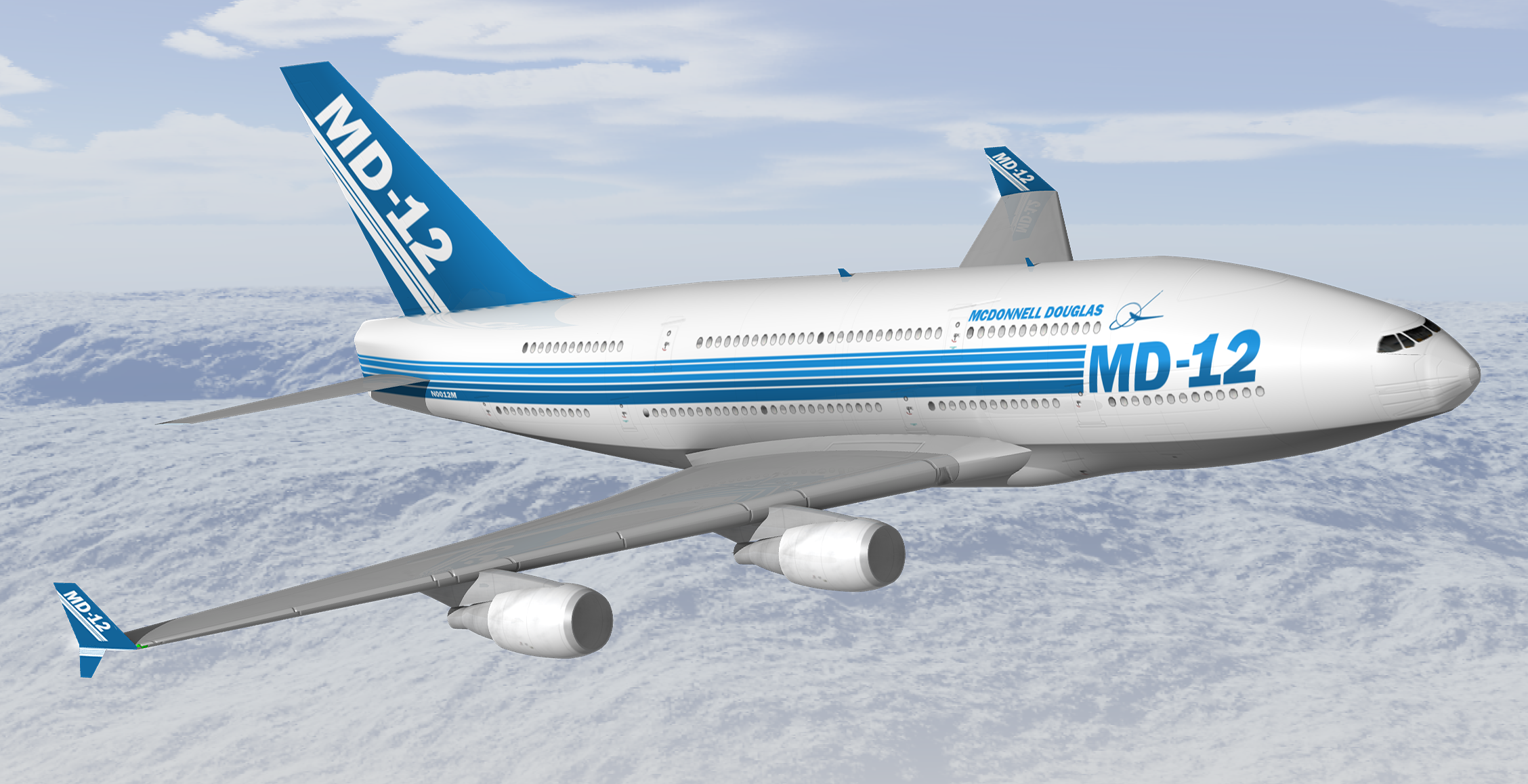
Dự án McDonnell Douglas MD-12

Vào năm 1984, McDonnell Douglas mở rộng sang lĩnh vực trực thăng với việc mua lại công ty Hughes Helicopters từ tập đoàn Summa Corporation. McDonnell-Douglas đã trả 500 triệu USD cho công ty này, và đổi tên lại thành McDonnell Douglas Helicopter Company. Sau đó lại trở thành McDonnell Douglas Helicopter Systems năm 1985. McDonnell Douglas Helicopters nổi tiếng với mẫu trực thăng tấn công AH-64 Apache (được thiết kế bởi Hughes)
Năm 1992, McDonnell Douglas đã công khai bản thiết kế máy bay chuyên chở hành khách loại lớn 2 tầng mang tên McDonnell Douglas MD-12 nó khá giống với máy bay chở khách Airbus A380 ngày nay.Sự kiện này đã kích thích thị trường hàng không,kế hoạch nghiên cứu chỉ đơn thuần là ý tưởng thực sự McDonnell Douglas đã phải vật lộn mãnh liệt dưới sức ép của Boeing và Airbus. Sự cạnh tranh đã xóa bỏ hầu hết các cơ sở sản xuất của hãng,hãng cũng không có phương sách hay tiền bạc để phát triển loại máy bay kỳ quái của mình,và kế hoạch đã nhanh chóng xóa sổ Điều thú vị là Boeing đã sử dụng thiết kế của McDonnell Douglas cho loại 747-900 của mình,nhưng cuối cùng chỉ có Airbus A380 là thực sự có thiết kế 2 tầng và cất cánh cho đến hiện nay.

## Hợp nhất với Boeing
Theo sau sự kiện Boeing giành được sự kiểm soát đối với hãng Rockwell North American Aviation, McDonnell Douglas cũng hợp nhất với Boeing vào năm 1997 với số tiền lên đến 13 tỉ USD tạo nên tập đoàn The Boeing Company.

## Sản phẩm
- AH-64 Apache (bắt đầu nghiên cứu bởi Hughes Helicopters)
- F-4 Phantom II (bắt đầu bởi McDonnell Aircraft)
- F-15 Eagle
- F/A-18 Hornet
- McDonnell Douglas DC-9 (bắt đầu bởi Douglas Aircraft)
- McDonnell Douglas DC-10 (bản cải tiến là MD-10)
- McDonnell Douglas MD-11 (được kéo dài và hiện đại hóa từ DC-10)
- MD-80 Series (được kéo dài và hiện đại hóa từ DC-9)
- MD-90 (được kéo dài và hiện đại hóa từ MD-80)
- MD-95 (bản phát triển muộn của DC-9, được đưa ra thị trường với tên Boeing 717)

## Liên kế ngoài
- Lưu trữ trang web chính thức
- History of McDonnell Douglas on Boeing.com
- McDonnell Douglas Products on Boeing.com (not a complete list)
- McDonnell Douglas page on Aircraft-Info.net Lưu trữ ngày 18 tháng 7 năm 2006 tại Wayback Machine